# Bjälmen
Bjälmen är en sjö i Eksjö kommun i Småland och ingår i Emåns huvudavrinningsområde. Sjön har en area på 0,0922 kvadratkilometer och ligger 205,3 meter över havet. Vid provfiske har bland annat abborre, gädda, mört och sarv fångats i sjön.

## Delavrinningsområde
Bjälmen ingår i det delavrinningsområde (639550-144884) som SMHI kallar för Ovan Skiverstadån. Avrinningsområdets medelhöjd är 231 meter över havet och ytan är 21,82 kvadratkilometer. Det finns ett delavrinningsområde uppströms, och räknas det in blir den ackumulerade arean 39,78 kvadratkilometer. Torsjöån (Nybroån) som avvattnar avrinningsområdet har biflödesordning 2, vilket innebär att vattnet flödar genom totalt 2 vattendrag innan det når havet efter 187 kilometer. Delavrinningsområdet består mestadels av skog (70 procent). Avrinningsområdet har 0,57 kvadratkilometer vattenytor vilket ger det en sjöprocent på 2,6 procent. Bebyggelsen i området täcker en yta av 1,57 kvadratkilometer eller 7 procent av avrinningsområdet.

## Fisk
Vid provfiske har följande fisk fångats i sjön:
- Abborre
- Gädda
- Mört
- Sarv
- Sutare